# Ghazipur (distrikt)
Ghazipur (hindi: ग़ाज़ीपुर ज़िला, urdu: غازیپور ضلع) er et distrikt i den indiske delstat Uttar Pradesh. Distriktets hovedstad er Ghazipur. 

## Demografi
Ved folketællingen i 2011 var der 3,622,727 indbyggere i distriktet, mod 3,037,582 i 2001. Den urbane befolkningen udgør 7,56 % af befolkningen.
Børn i alderen 0 til 6 år udgjorde 14,87 % i 2011 mod 20,13 % i 2001. Antallet af piger i den alder per tusinde drenge er 934 i 2011.